# Ontinar de Salz
Ontinar de Salz es una localidad española perteneciente al municipio de Zuera en la provincia de Zaragoza. Se encuentra a 34,8 km al norte de la ciudad de Zaragoza, capital de la provincia en la que está situado. Está a una altitud de 279 metros sobre el nivel del mar. Según el censo de 2022, esta localidad contaba con 796 habitantes empadronados. Es el primer pueblo de colonización de España, en el año 1946 comenzaron a llegar los primeros colonos siendo inaugurado en el 1949 por el general Francisco Franco. 
Ontinar de Salz está situada en el margen izquierdo del río Gállego frente a la ermita del Salz, todo su término municipal es de regadío, hoy es un pueblo en pleno crecimiento y la agricultura ha dejado de ser la principal fuente de ingresos.

## Historia
Primer pueblo de Colonización, cuyos trabajos de construcción se iniciaron en 1946. Está emplazado en la zona regable de la Violada, se construyó en unos terrenos llamados Llanos de Camarera, en principio se construyeron 108 viviendas para los nuevos colonos, y los edificios de la Iglesia con casa rectoral; ayuntamiento, escuelas y viviendas para los maestros; casas para comerciantes situadas en la Plaza Mayor, panadería y lavadero.
La construcción de estas viviendas se hizo acogiéndose a los beneficios del Instituto Nacional de la Vivienda, todas ellas disponían de un espacio descubierto amplio, para corral, y una parte de dependencia agrícola, que constaba de cuadra, henil y cochiqueras. La construcción se hizo a base de materiales de la localidad: los muros de las viviendas eran de ladrillo, al descubierto u ocultos, según los casos, y los de las dependencias, de adobe, siendo de este mismo material los cerramientos. El precio de las viviendas variaba entre 41 400 y 52 300 pesetas.

## Escudo y bandera
El escudo de Ontinar de Salz se creó en el año 2005, reflejando en él «la ontina», arbusto que da nombre al pueblo; una «cabeza de un colono», en homenaje a los creadores del pueblo; y una «paloma», que simboliza a la Virgen del Salz; con sínople verde filateado en blanco, representa el agua y el regadío, todo en fondo azul, sobre el escudo luce la corona real.  La bandera es en paño azul con el mismo sínople y como figura destacada la ontina.

## Distinciones y honores
En el año 2006, todos los Primeros Colonos -hombres y mujeres-, los primeros oficios, los primeros maestros, el primer médico y el primer cura párroco que llegaron a Ontinar de Salz a mediados del siglo XX para habitar este pueblo nuevo, recibieron el título de hijos adoptivos y en su honor se construyó el «Monumento al Colono» que relumbra en los jardines de la Iglesia.
En el año 2007 se entregó la Medalla del Municipio a todos los cargos públicos, alcaldes y concejales, que han desempeñado estos puestos desde la creación del pueblo.

## Fiestas
Las fiestas patronales se celebran el 15 de mayo en honor a San Isidro, patrón de Ontinar de Salz, y el primer domingo de septiembre se celebran las fiestas pequeñas en honor a la patrona la Virgen del Salz.
Otra fiesta importante y digna de visitar, es la Semana Santa. Las calles de Ontinar de Salz se llenan de visitantes para ver las procesiones que organiza la Cofradía de las Lágrimas de Nuestra Señora de la Santa Cruz con su Paso de la Dolorosa como elemento principal, especialmente la del viernes por la noche donde se realiza el encuentro entre la Madre y el Nazareno. El nuevo Paso de la Piedad se ha incorporado a las Procesiones en la Semana Santa del 2011, que es sacada por sus Costaleros.